# Leprechaun in the Hood
Leprechaun in the Hood is een Amerikaanse horror/komediefilm uit 2000 en de vijfde film van de Leprechaun-serie over een Ierse  sadistisch kwaadaardige kabouter.

## Verhaal
Na jaren dat de leprechaun verleden tijd was, wordt hij weer tot leven gewekt door drie rappers. 
Ze vinden een magische fluit en hun act wordt populair. maar de kabouter laat het daar niet bij zitten en wil wraak.

## Rolverdeling
| Acteur             | Personage              |
| ------------------ | ---------------------- |
| Warwick Davis      | Leprechaun             |
| Ice-T              | Mack Daddy O'Nassas    |
| Anthony Montgomery | Postmaster P. Smith    |
| Rashaan Nall       | Stray Bullet           |
| Red Grant          | Butch                  |
| Dan Martin         | Jackie Dee             |
| Lobo Sebastian     | Fontaine Rivera        |
| Ivory Ocean        | Reverend Hanson        |
| Coolio             | zichzelf               |
| Barima McKnight    | Slug                   |
| Jack Ong           | Chow Yung Pi           |
| Eric Mansker       | Mack Daddy’s bodyguard |
| Steven M.Porter    | Berry Grady            |